# Stawek na Kopkach
Stawek na Kopkach – niewielki zbiornik wodny w Dolinie za Mnichem w Tatrach Wysokich, na wysokości około 1875 m n.p.m. Znajduje się w płytkim zagłębieniu skalnym na bulach pod Szpiglasową Przełęczą. Ma muliste dno i kamieniste brzegi. Prawdopodobnie jest to jeziorko stałe, Józef Nyka mierzył je pod koniec lata 1954, gdy wszystkie Wyżnie Mnichowe Stawki poza IX były już wyschnięte. Stawek na Kopkach miał wtedy powierzchnię 0,006 ha, 10 m długości, 8 m szerokości i 0,4 m głębokości. W jeziorku występuje bogata fauna wodna. Staw nie ma dopływu ani odpływu. Nazwa jest pochodzenia pasterskiego.

## Szlaki turystyczne
Do Stawku na Kopkach nie prowadzi żaden szlak turystyczny, można go jednak dostrzec z daleka ze szlaków na Szpiglasową Przełęcz i Wrota Chałubińskiego.
 nad Morskiego Oka przez próg Doliny za Mnichem i zbocza Miedzianego na Szpiglasową Przełęcz. Czas przejścia: 2:30 h, ↓ 1:50 h
 od dolnego progu Doliny za Mnichem na przełęcz Wrota Chałubińskiego. Czas przejścia: 1 h, ↓ 45 min